# Harriet Bloch
Harriet Bloch (26 de julio de 1881-1 de abril 1975) fue una guionista danesa que trabajó en la industria durante la época del cine mudo. A lo largo de su carrera escribió más de 100 guiones, algunos de los cuales nunca llegaron a producirse. Sus guiones se convirtieron en películas en Dinamarca, Alemania, Suecia y otros países.

## Filmografía
- 1923 Tatyana

- 1923 Republicanos

- 1921 La heredera de Tordis

- 1920 Amor y superstición (Corto)

- 1920 Una esposa prestada (Corto)

- 1920 La carrera de la señorita Larsen (Corto)

- 1918 Miss Theodor (Corto)

- 1918 El Caballero de su Corazón

- 1918 La Hija del Cura

- 1918 El Rey de Corazones (Corto)

- 1918 El Día del Juicio

- 1918 La Exploradora (Corto)

- 1918 The Little Virtuoso (Corto)

- 1917 The Crazy Women (Corto)

- 1917 El corazón de un niño

- 1917 The Suburban Vicar

- 1917 La herencia del millón de dólares (Corto)

- 1917 Hija de los Trópicos

- 1917 Cenicienta (Corto)
- 1917 The Reckoning of Love
- 1916 Por el amor de su padre
- 1916 La venganza de la bailarina
- 1916 El hombre sin futuro
- 1916 Amor y periodismo (Corto)
- 1916 El corazón de la princesa
- 1916 El salario de la frivolidad
- 1916 Una prueba de amor
- 1916 Su pasado
- 1916 El amor voluntario
- 1916 Vejez y locura (Corto)
- 1915 El honor de una mujer
- 1915 El pequeño conductor (Corto)
- 1915 La cruz de una casa
- 1915 A Sleepy Groom (Corto)
- 1915 Straight for Straight (Corto)
- 1915 The Last Night
- 1915 ¡Los maridos!
- 1915 The seaside hotel
- 1914 No juzgues un libro por su cubierta (Corto)
- 1914 Un año de aprendizaje
- 1914 Engánchame por la espalda (Corto)
- 1914 Un poder más fuerte
- 1914 La gran cena (Corto)
- 1914 Bajo falsa bandera (Corto)
- 1913 El deslumbramiento de la vida (Corto) (escritor)
- 1913 El compromiso de Nelly (Corto)
- 1913 The Girl Graduate (Corto)
- 1913 A Shot in the Dark (Corto)
- 1913 Outwitted (Corto) (escritor)
- 1912 Pro forma (Corto)
- 1912 Cuando el Amor Muere
- 1911 Her Honour (Corto)
- 1911 De la prueba a la victoria